# Валентин Тодоров (щангист)
 За писателя вижте Валентин Тодоров.  
Валентин Тодоров Николов е български щангист, заслужил майстор на спорта и четирикратен световен рекордьор в упражнението изтласкване със 187 кг, в категория до 67.5 кг. – 1978 г. и 1979 г.
Завършва Националната спортна академия „Васил Левски“. Впоследствие е учител по спортна подготовка и вдигане на тежести в СУ „Георги Бенковски“ (Плевен), както и президент и треньор на клуба СКВТ „Спартак-2005“.